# ماكري (إفروس)
ماكري (باليونانية: Μάκρη،بالإنجليزية: Makri) هي قرية ومنطقة بلدية في مدينة أليكساندروبولي، وحدة ايفروس الاقليمية، اليونان.في عام 2011 كان عدد سكانها 924 في القرية، و 1919 في مقاطعة البلدية. وتقع على ساحل بحر ايجه، على بعد 12 كم غرب وسط مدينة أليكساندروبولي. لدى قرية ماكري مخرج على الطريق السريع إجناتيا أودوس، الذي يمر على القرية من الشمال.

## التقسيمات
- ماكري، السكان. 924 في عام 2011
- ديكلا، السكان. 290
- إنّتو، السكان. 268
- كويميسي ثيوتوكو، السكان. 48
- مسمفريا، السكان. 145
- بانوراما، السكان. 37
- باراليا ديكلون، السكان. 102
- بلاكا، السكان. 105

## التعداد السكان
| العام | سكان القرية | سكان الوحدة |
| ----- | ----------- | ----------- |
| 1981  | -           | 1,334       |
| 1991  | 738         | -           |
| 2001  | 820         | 1,674       |
| 2011  | 924         | 1,919       |

## التاريخ
ماكري كانت تحت حكم الإمبراطورية العثمانية حتىحروب البلقان في عام 1912 تحت اسم ميري. أصبحت جزءًا منبلغاريا بعد عام 1912. في عام 1920 أصبحت جزءا مناليونان، وفي 1941-1944 تم إعادة احتلالها من قبل القوات البلغارية خلالاحتلال المحور لليونان.

## صور

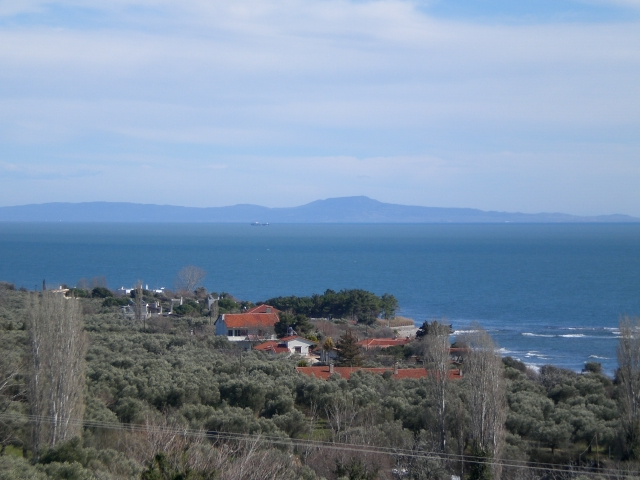
إطالة على ماركي
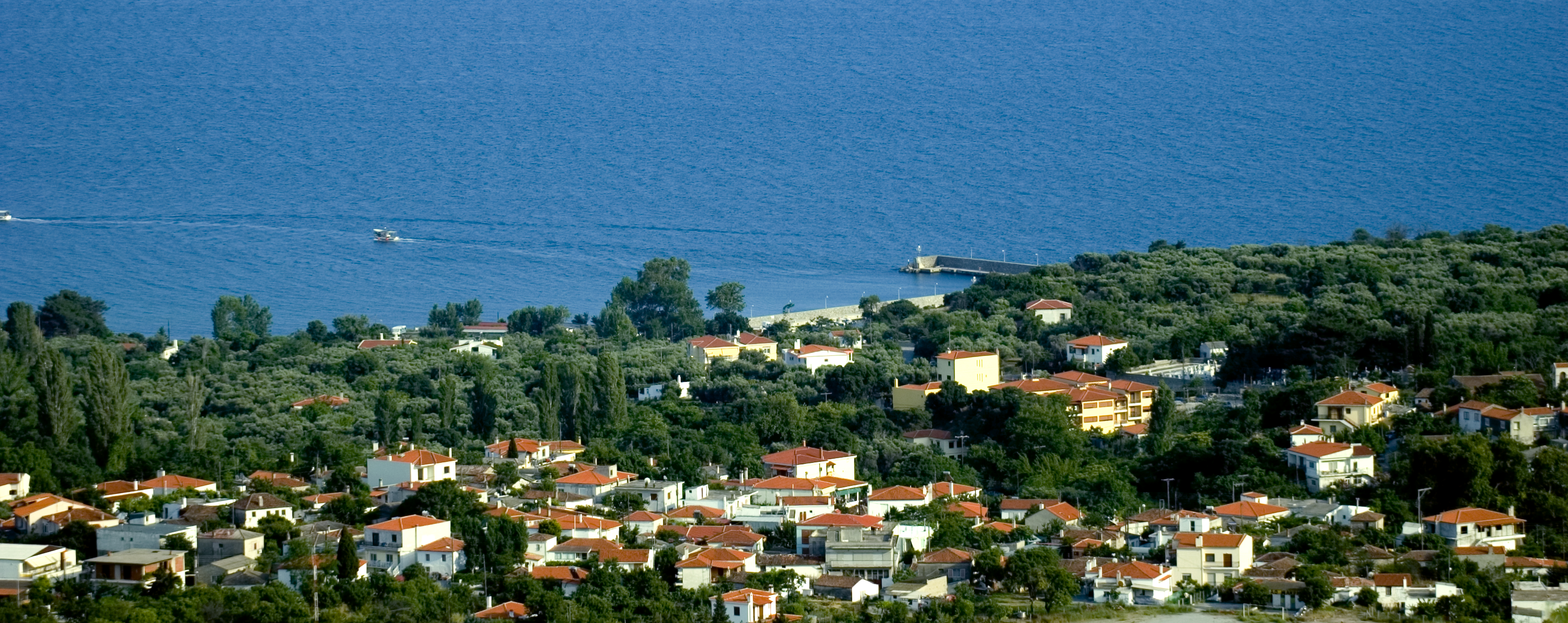
مشهد من التلال القريبة
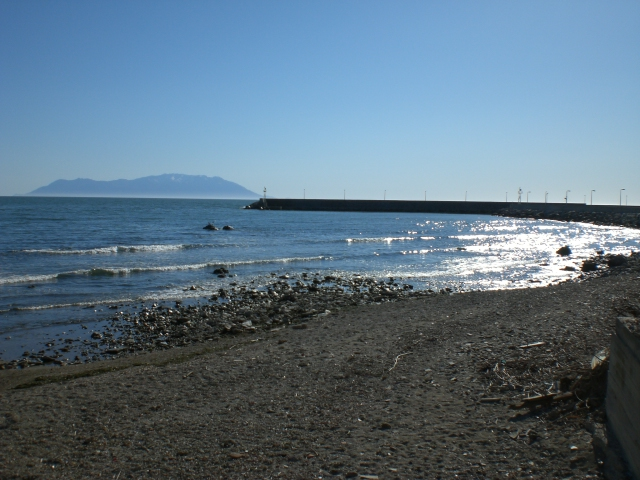
الساحل
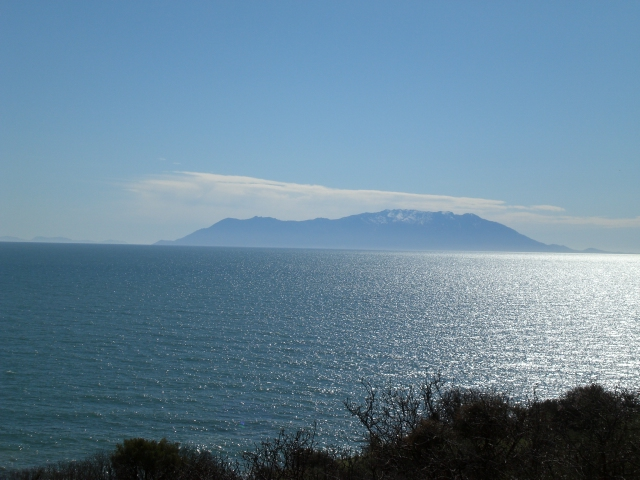
مشهد لساموثراكي من ماكري
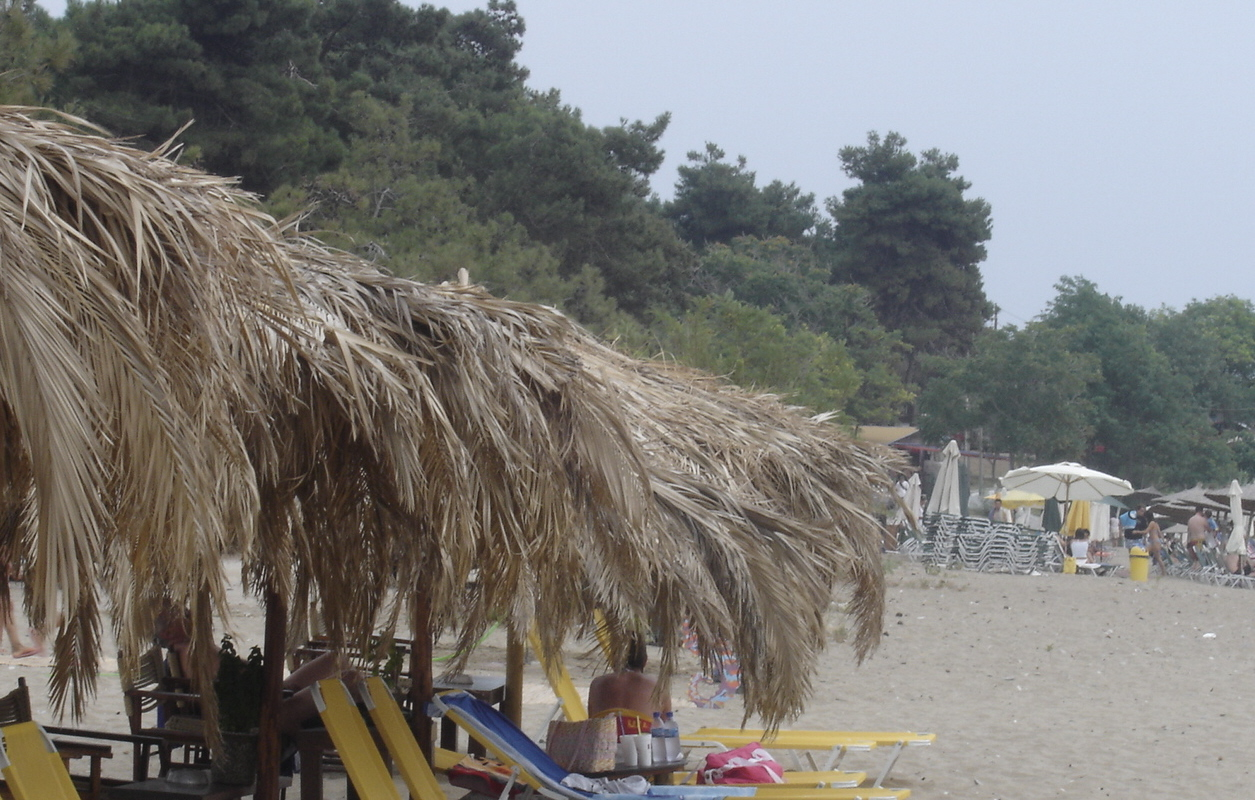
الشاطئ في وقت الصيف
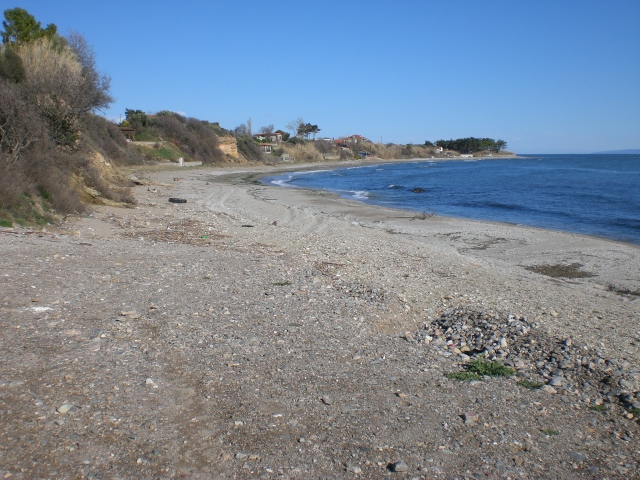
الشاطئ في الربيع
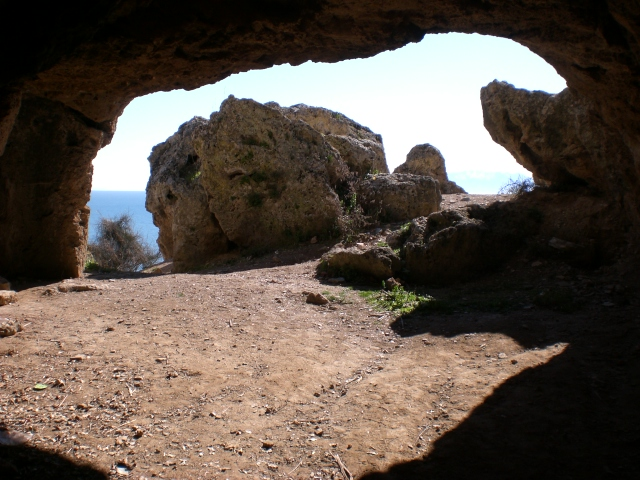
كهف سايكلوبس
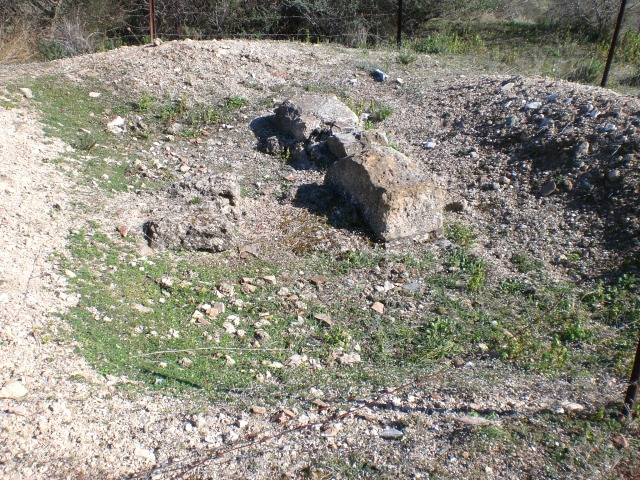
أنقاض الكنيسة البيزنطية
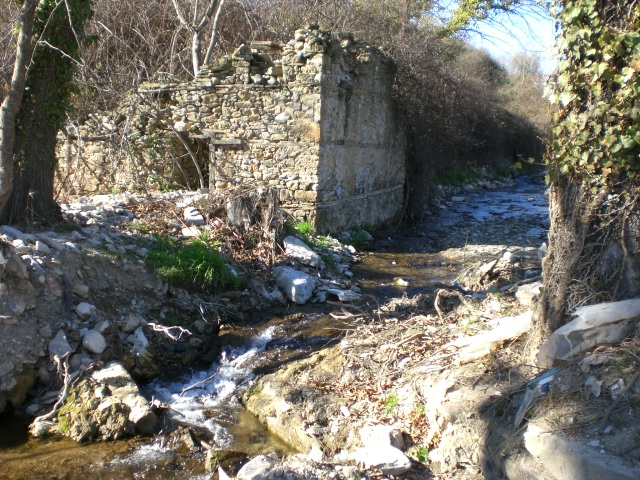
تيار يمر عبر القرية
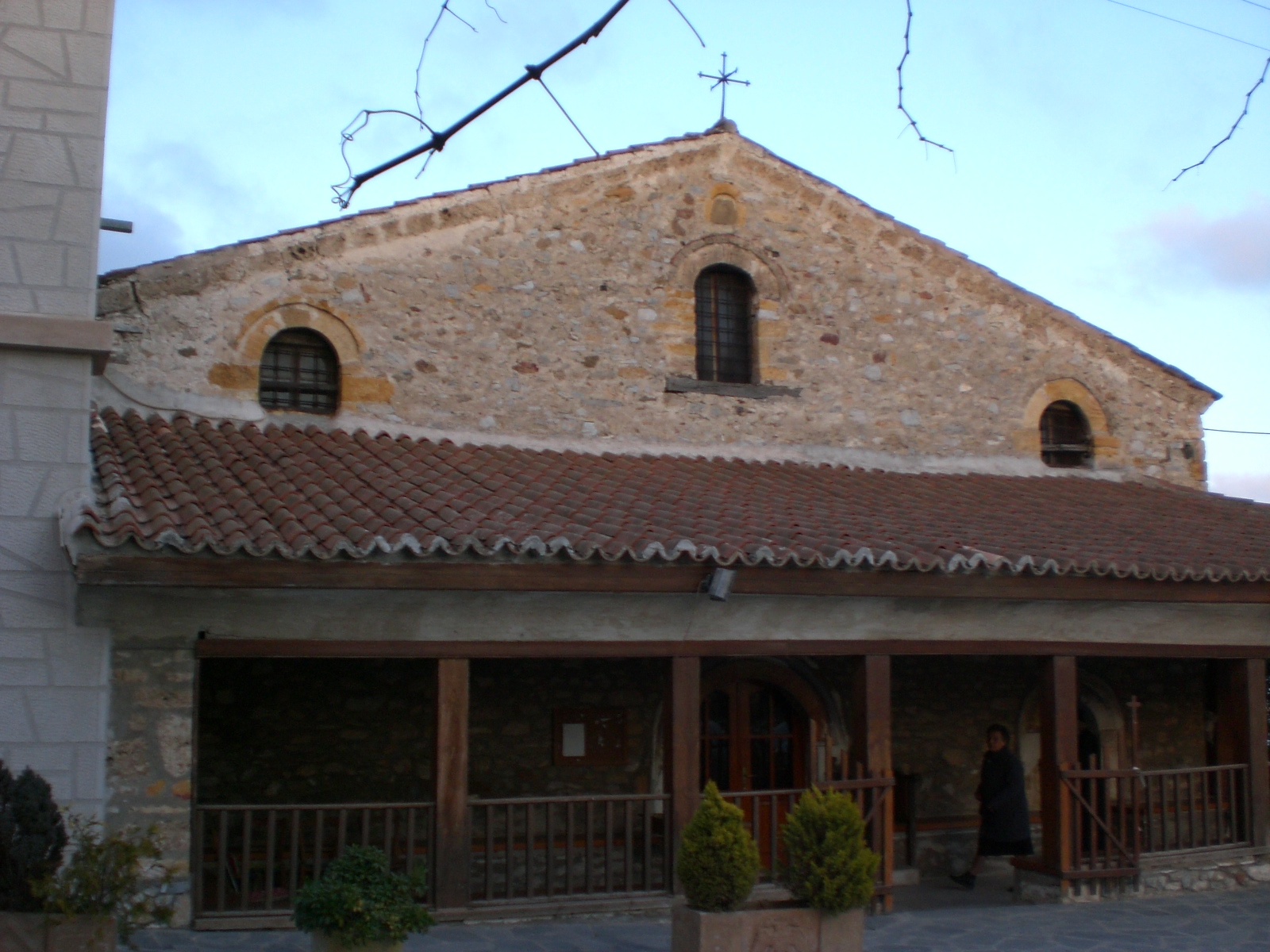
مظهر الكنيسة الخارجي
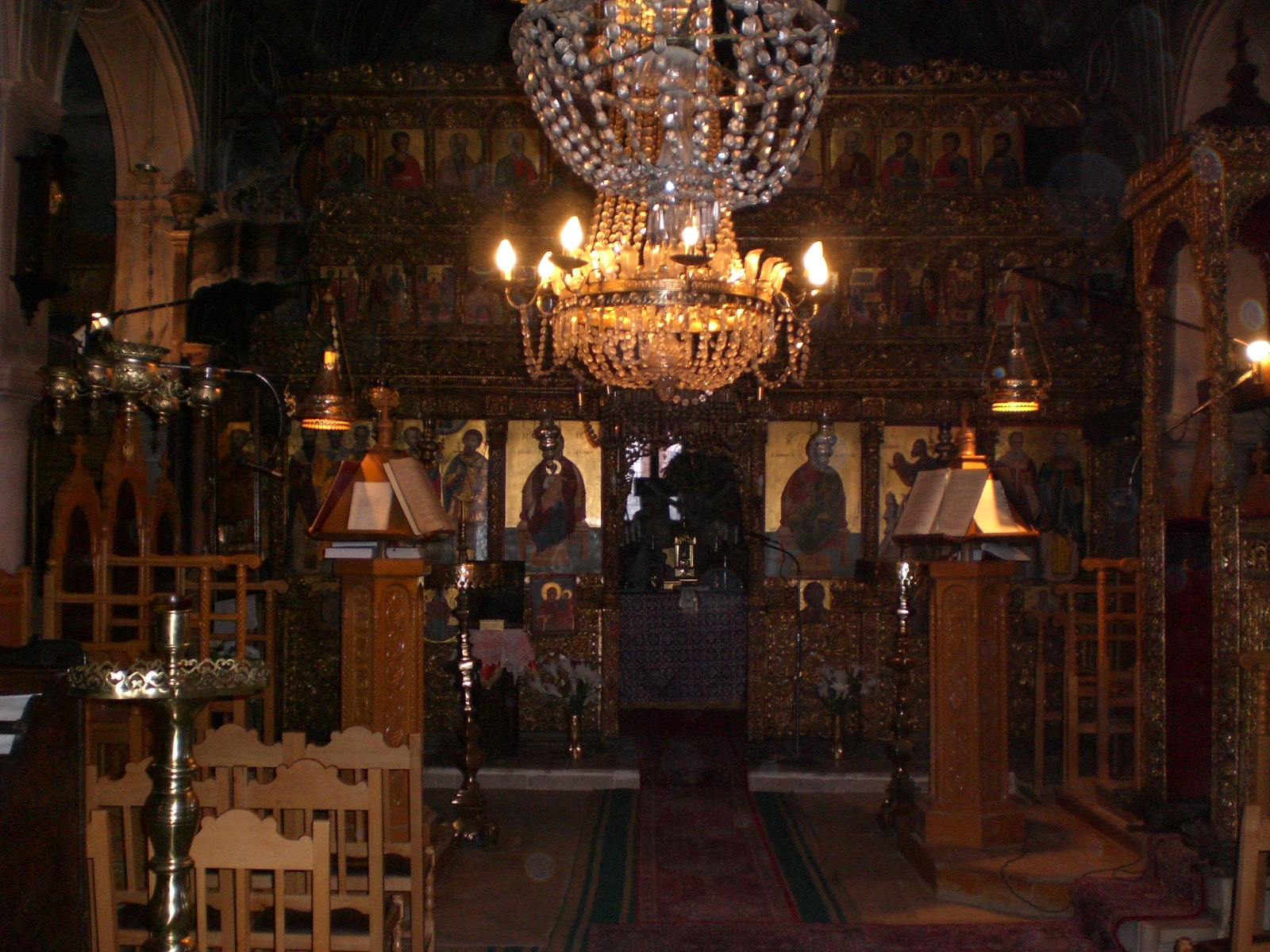
مظهر الكنيسة الداخلي

## وصلات خارجية
- Makri on GTP Travel Pages